# Helianthemum songaricum
Helianthemum songaricum là một loài thực vật có hoa trong họ Nham mân khôi. Loài này được Schrenk mô tả khoa học đầu tiên năm 1841.